# Canon sans recul B-10
Pour les articles homonymes, voir B-10.
Le canon sans recul B-10 est un canon soviétique de 82 mm. Il peut être transporté à l'arrière d'un transport de personnels blindé BTR-50. Conçu à partir du SPG-82 (en), il entre en service au sein de l'armée soviétique en 1954. Il a ensuite été retiré du service petit à petit dans les années 1960 et remplacé par le SPG-9, tout en restant utilisé dans les unités parachutistes au moins jusque dans les années 1980. Devenu depuis obsolète, il a longtemps été utilisé par de nombreuses armées pendant la guerre froide.